# Stig Carlsson (ingenjör)
Stig Carlsson, född 14 juni 1925 i Stockholm, död där 8 mars 1997, var en svensk civilingenjör och innovatör som skapade en serie av högtalare som, till skillnad från de flesta av dåtidens konventionella högtalare, var konstruerade för att fungera i vanliga vardagsrum. Stig Carlsson var utbildad civilingenjör vid Kungliga Tekniska Högskolan, där han även undervisade i akustik.
Stig Carlssons högtalare hette vanligtvis OA + ett nummer. OA betydde att han ansåg högtalarna vara ortoakustiska. Numret angav antingen antalet element för respektive register i högtalaren, eller på 1980-talets första modell de ingående elementens membrandiametrar (OA-51) för att för senare lanserade modeller förlora historiken och få fria namn (OA-49, OA-50, OA-52) som såg besläktade ut.
Carlssons konstruktioner hade ett i hög grad eget formspråk och en återgivningsförmåga som skiljde sig från flertalet samtida högtalare. Deras popularitet växte genom 1960- och 1970-talen, men drabbades illa i Sonabs konkurs. Han gjorde också ett antal inspelningar, där han strävade efter att fånga konsertsalens tidiga reflexer men i mindre grad dess efterklang.

## Konstruktionsverksamhet
Stig Carlsson började konstruera högtalare redan på 1950-talet och först ut var Kolboxen som tillverkades av Elektronlund och såg ut som en kanon. I botten fanns ett 10-tums baselement och i mynningen ett 8-tums mellanregister- och baselement. Runt mynningen satt fyra diskanter monterade i 90 graders vinkel till varandra. Högtalaren hade även ett inmonterat rörslutsteg. År 1966 bildades Sonab.
OA-5 Typ II sålde under åren 1966–1973 i 100 000 exemplar, vilket är svenskt rekord [källa behövs]. I OA-5 levererades ljudet av fem högtalarelement; ett 8-tums baselement och fyra diskantelement.
I slutet av 1960-talet hade Sonab hamnat i akut ekonomisk kris och togs över av Statsföretag 1969. Statsföretag gav Stig Carlsson rejäla forskningsresurser och efter ett par år kunde 1970-talsserien presenteras.
År 1976 följde SONAB OA-2212 med två baselement, två mellanregisterelement och inte mindre än tolv diskantelement, totalt 16 element per högtalare. Högtalaren var i första hand tänkt för studior och scenåtergivning och bestyckad med samma element som OA-116, men nu med en ännu större del av diskanterna, 9 av 12, riktade mot lyssningsplatsen och placerade i en cirkelbåge plus en som satt bakom denna.
År 1978 lade Statsföretag ner Sonab och hela högtalartillverkningen, detta sedan man förlorat hundra miljoner kronor på att försöka tillverka och sälja dåligt utvecklade mobiltelefoner utan att en marknad fanns.
År 1983 presenterade Carlsson den första högtalaren i 1980-talsserien, en serie tvåvägshögtalare tillverkade i Skillingaryd under märkesnamnet CARLSSON. Serien brukar också kallas OA-50-serien och först ut var CARLSSON OA-51. Det var en liggande rektangulär konstruktion i höger/vänsterversion. OA-51 var konstruerad för att hänga på vägg minst 60 cm från golvet, alternativt stå på stativ på samma höjd. De övre hörn som skulle varit närmast lyssningsplatsen, inre vänster respektive höger hörn, var bortsågade i hela lådans längd och den sluttande baffeln sträckte sig därmed längs hela främre bredsidan och inre kortsidan.
Efter att exploateringsbolaget i Skillingaryd tvingats i konkurs såldes de sista exemplaren av 1980-talsserien i butikerna ca 1989. Stig Carlsson tvingades i mitten av 1990-talet att säga upp hyresavtalet för det uppbyggda laboratoriet på undervåningen och flytta upp på övervåningen i sitt stenhus på Torkel Knutssonsgatan nära Söder Mälarstrand. Hans minimala inkomst, cirka 40 000 kronor per år, gick delvis åt till att hålla liv i de patent som ännu inte gått ut, ända tills han sitt sista levnadsår 1996/97 fick ett miljonarv. Han gjorde efter OA-50 och OA-52 inga nya konstruktioner men justerade på 90-talet de nämnda något genom att förse dem med nya element och delningsfilter och han experimenterade även med dämpmaterialet bakom baselementet. Dessa återlanserades 1996 som OA50.2 och OA52.2. Modellerna fick ett gott mottagande i Hifi-press och modellen OA52.2 omnämndes av den Svenska tidningen Hifi&Musik som den "fulländade tvåvägaren"
En högtalartillverkare med ledningen placerad i Norrköping köpte rättigheten till varumärket Sonab av Ericsson för 100 000 kronor och började under varumärket sälja lågprishögtalare från Taiwan till stormarknader som On-Off och City Stormarknad. Försäljningen gick mycket bra och efter något år lanserade Sonab sitt nya varumärke Carlsson. I reklamen använde företaget uttrycket "en äkta Carlsson-högtalare".
Företagets ledning hävdade att man genom köpet av Sonab-namnet också hade rätt till varumärket Carlsson, trots att Stig Carlsson tillverkat egna högtalare under det namnet sedan 1983. Man hade dock inte lyckats fastslå sitt påstående juridiskt utan hänvisade i sina inlagor till myndigheter att företaget anställt en högtalarkonstruktör med rätt namn. Sommaren 1996 fastställde dock Patent- och registreringsverket att Stig Carlsson fick behålla sitt efternamn exklusivt som namn för sin högtalartillverkning.
Efter Stig Carlssons död skapades en stiftelse, Stiftelsen Stig Carlsson för att ta hand om Stig Carlssons idéer, material och övrig kvarlåtenskap. Denna stiftelse fortsatte tillverkning och försäljning av Carlssonhögtalare tillsammans med John Larsen, som arbetat med Carlsson i 16 år, först med exploateringsbolaget i Skillingaryd och sedan direkt med Stig Carlsson på 90-talet som exploatör och licenstillverkare för de nya modellerna OA50.2 och OA52.2.
Detta samarbete pågick till 2007 då det avslutades. Därefter utvecklade John Larsen en serie nya ortoakustiska högtalare utifrån Carlssons tankar.
Stig Carlsson är begravd på Lidingö kyrkogård.

## Högtalarna

### Högtalare som tillverkades/tillverkas
- ET/Tonträff
- Kolboxen
- Popboxen
- OA-6 Typ I
- OA-5 Typ I
- OA-5K
- OA-4 Typ I
- V-1
- OA-5 Typ II
- OA-6 Typ II
- OA-4 Typ II
- OA-12
- OA-14
- OD-11
- OA-116
- OA-2212
- OA-51
- OA-50
- OA-52
- OA-51.2
- OA-50.2
- OA-52.2

### Högtalare som utvecklats och/eller tillverkats i Stiftelsen Stig Carlssons regi
- OA-51.3
- OA-50.3
- OA-52.3
- OA-58
- OA-40CS
- OA-60
- OA-62
- OA-5 Typ 3 (OA-5.3)
- OA-5-MMX

### Högtalare som inte serietillverkades
- OA-16
- OA-1
- OD-111a
- OA-129
- 3-vägaren

## Priser och utmärkelser
- 1987 – Medaljen för tonkonstens främjande